# SS Parthia
SS Parthia — британский лайнер, судоходной компании Кунард Лайн. 

## История службы
Лайнер был заложен 2 февраля 1870 года. Спущен на воду 10 сентября 1870 года.
17 декабря 1870 года «Парфия» отправилась в свой первый рейс из Ливерпуля в Нью-Йорк, во время которого развивала скорость до 13 узлов. Спустя девять лет после начала эксплуатации лайнер «Парфия» уже считался устаревшим судном. 
27 октября 1881 года лайнер использовался в качестве военного корабля во время Махдисткой битвы. В следующем 1882 году, «Парфия» села на мель при попытке избежать столкновения с лайнером «Сен-Жермен». В ноябре 1883 года судно совершило свой 119-й и последний переход к Кунарду.
Лайнер использовался компанией Кунард Лайн в течение 13 лет, после чего был продан Guion Line. После продажи лайнера Guion Line, он был переименован в «Викторию» и эксплуатировался в составе флота этой компании до 1908 года, после чего был передан другому пароходству. После возрасте 38 лет эксплуатации лайнер был капитально отремонтирован.
Принимал участие в Первой мировой войне. После войны в 1924 году, в возрасте 54 лет, вновь подвергся капитальному ремонту. Принимал участие во Второй Мировой войне в составе военно-морского флота США. После войны использовался для пассажирских перевозок на Аляске.
В 1956 году лайнер был продан Японии на слом, прослужив таким образом более 86 лет.